# راي لوكاس
راي لوكاس (بالإنجليزية: Ray Lucas)‏ (2 أكتوبر 1908 في الولايات المتحدة - 9 أكتوبر 1969 في الولايات المتحدة) هو لاعب كرة قاعدة ولاعب كرة قدم أمريكي في مركز مرسل الكرة ‏. لعب مع توليدو مود هنس.

## وصلات خارجية
- راي لوكاس على موقعبيزبول رفرنس.كوم (الدوري الرئيسي) (الإنجليزية)
- راي لوكاس على موقعبيزبول رفرنس.كوم (الدوري الثانوي) (الإنجليزية)